# Grigori Jakowlewitsch Löwenfisch
Grigori Jakowlewitsch Löwenfisch (russisch Григорий Яковлевич Левенфиш, wiss. Transliteration Grigorij Jakovlevič Levenfiš; * als Gerszik Lewenfisz 7. Märzjul. / 19. März 1889greg. in Piotrków Trybunalski; † 9. Februar 1961 in Moskau) war ein russisch-sowjetischer Schach-Großmeister.

## Leben
Grigori Löwenfisch lernte das Schachspiel im Alter von sechs Jahren von seinem Vater. Seine Kindheit verbrachte er in Lublin. Ab 1909 studierte er Chemie in Sankt Petersburg und gewann dort die Stadtmeisterschaft im Schach. Beim internationalen Turnier von Karlsbad 1911 erreichte er 11½ Punkte aus 25 Partien. Nach Beendigung des Ersten Weltkrieges verblieb er in Sowjetrussland, wo er als Chemiker arbeitete und das Schachspiel als Amateur betrieb. Er nahm an der 1920 erstmals ausgetragenen Meisterschaft der UdSSR teil und kam auf den 3. Platz, 1923 wurde er Zweiter. 1934/35 teilte er den Turniersieg mit Ilja Rabinowitsch. 1935 nahm er am internationalen Turnier in Moskau teil und kam auf den geteilten 6./7. Platz. 1937 gewann er die Landesmeisterschaft und stand damit auf dem Höhepunkt seiner Schachkarriere. Im Anschluss daran wurde in Moskau ein Wettkampf mit Michail Botwinnik arrangiert, um den besten Spieler der Sowjetunion zu ermitteln. Das Endergebnis von 6,5:6,5 gegen den späteren Weltmeister darf als großer Erfolg für Löwenfisch betrachtet werden. Da Löwenfisch zu diesem Zeitpunkt bereits als Vertreter der älteren Generation galt und die sowjetischen Schachfunktionäre seinen jüngeren Konkurrenten Botwinnik bevorzugten, durfte Löwenfisch nicht ins Ausland reisen, um dort an Turnieren teilzunehmen. 
Innerhalb der Sowjetunion trat Löwenfisch vor allem als Autor zahlreicher Artikel in Schachzeitungen und Büchern in Erscheinung und kann als einer der Begründer der so genannten Sowjetischen Schachschule angesehen werden. Er war auch ein Eröffnungs- und Endspieltheoretiker. Nach ihm benannt ist ein scharfer Angriff in der Drachenvariante.
Seine beste historische Elo-Zahl von 2677 erreichte er im Februar 1939. Zu dieser Zeit gehörte er zu den zehn besten Spielern der Welt.
Im Jahr 1950 wurde ihm von der FIDE der neu eingeführte Großmeistertitel verliehen.

## Werke
Zu seinen beliebtesten Werken zählen u. a.:
- Perwaja kniga schachmatista (Das erste Buch des Schachspielers), Leningrad 1925.
- Schachmaty dlja natschinajuschtschich (Schach für Anfänger), Leningrad 1950.
- Teorija ladeinych okontschani, gemeinsam mit Wassili Smyslow, Moskau 1957; deutsche Ausgabe Theorie der Turmendspiele, Walter de Gruyter, Berlin 1959.
- Isbrannyje partii i wospominanija (Ausgewählte Partien und Erinnerungen), Moskau 1967.